# Max Klauss
Max Klauss (Chemnitz, República Democrática Alemana, 27 de julio de 1947) fue un atleta alemán especializado en la prueba de salto de longitud, en la que consiguió ser campeón europeo en 1971.

## Carrera deportiva
En el Campeonato Europeo de Atletismo de 1971 ganó la medalla de oro en el salto de longitud, con un salto de 7.92 metros, superando al soviético Igor Ter-Ovanesyan (plata con 7.91 m) y al polaco Stanisław Szudrowicz (bronce con 7.87 m).